# Шусетт, Рональд
Рональд Шусетт (англ. Ronald Shusett) — американский сценарист и кинопродюсер. Обычно он работал в жанре научной фантастики.
Написал сюжет для фильма «Чужой» с Дэном О'Бэнноном.
В 1974 году приобрёл права на рассказ Филипа Киндреда Дика «Мы вам всё припомним», который стал основой фильма «Вспомнить всё».
В титрах Шусетта иногда записывают как Тило Т. Ньюман.

## Фильмография
| Год  | Фильм                    | Сценарист | Продюсер       |
| ---- | ------------------------ | --------- | -------------- |
| 1974 | W                        | Сюжет     |                |
| 1979 | Чужой                    | Сюжет     | Исполнительный |
| 1980 | Фобия                    | Сюжет     |                |
| 1981 | Похоронены, но не мертвы | Да        | Да             |
| 1983 | Финальный террор         | Да        |                |
| 1986 | Кинг-Конг жив            | Да        | Исполнительный |
| 1988 | Над законом              | Да        |                |
| 1990 | Вспомнить всё            | Да        | Да             |
| 1992 | Корпорация «Бессмертие»  | Да        | Да             |
| 1997 | Гемоглобин               | Да        |                |
| 2002 | Особое мнение            |           | Исполнительный |
| 2004 | Чужой против Хищника     | Сюжет     |                |
| 2012 | Вспомнить всё            | Сюжет     |                |

Также участвовал в написании сценария к фильму Смерти вопреки (1990).